# Jardín Botánico de Frignoli
El Jardín Botánico de Frignoli (en italiano: Orto Botanico dei Frignoli) es un jardín botánico de 7 hectáreas de extensión, en Fivizzano,   Italia.

## Localización
Este jardín se ubica a un altura de 900 m s. n. m. en el SS63 en el "Passo del Cerreto".
Orto Botanico dei Frignoli, Fivizzano, Provincia de Massa-Carrara, Toscana, Italia.44°14′0″N 10°8′0″E / 44.23333, 10.13333
Está abierto en los meses cálidos del año. Se paga una tarifa de entrada.

## Historia
El jardín botánico "Frignoli" se sitúa en los terrenos de un antiguo vivero de especies forestales del "Corpo Forestale dello Stato"  que tiene su origen en el año 1932.
El jardín botánico actual fue inaugurado en 1990, permaneciendo la propiedad a nivel del gobierno provincial, gracias a la iniciativa de la "Comunità Montana della Lunigiana" y del "Museo di Storia Naturale della Lunigiana", con la finalidad de dar a conocer las plantas espontáneas, las variedades de plantas cultivadas y las especies introducidas y naturalizadas.  
En el año 1994 junto al centro de visitantes fue abierta la "Stazione del Trekking Lunigiana", con una capacidad de alojamiento de 25 personas. 
Símbolo emblema de Frignoli es la Primula apennina, es la única flor rosa del Apenino septentrional. 

## Colecciones
El jardín botánico alberga colecciones de:
- Arboreto con aproximadamente un centenar de especies de los Alpes Apuanos, Apeninos y la cuenca del Mediterráneo,
- Lechos de cultivo reproduciendo los terrenos típicos de diferentes  medioambientes: Apeninos (piedra arenisca calcárea), Alpes Apuanos (mármoles y dolomitas), y humedales.
- Llanura de hierbas, caracterizada por albergar las hierbas espontáneas que se utilizan como alimento por los habitantes de  Lunigiana
- Área de vegetación autóctona de la zona.